# Allocnemis mitwabae
Allocnemis mitwabae är en trollsländeart som beskrevs av Elliot C.G. Pinhey 1961. Allocnemis mitwabae ingår i släktet Allocnemis och familjen flodflicksländor. IUCN kategoriserar arten globalt som nära hotad. Inga underarter finns listade i Catalogue of Life.